# Teatre Lliure
|  | Per a altres significats sobre Teatre Lliure (París), vegeu «André Antoine». |

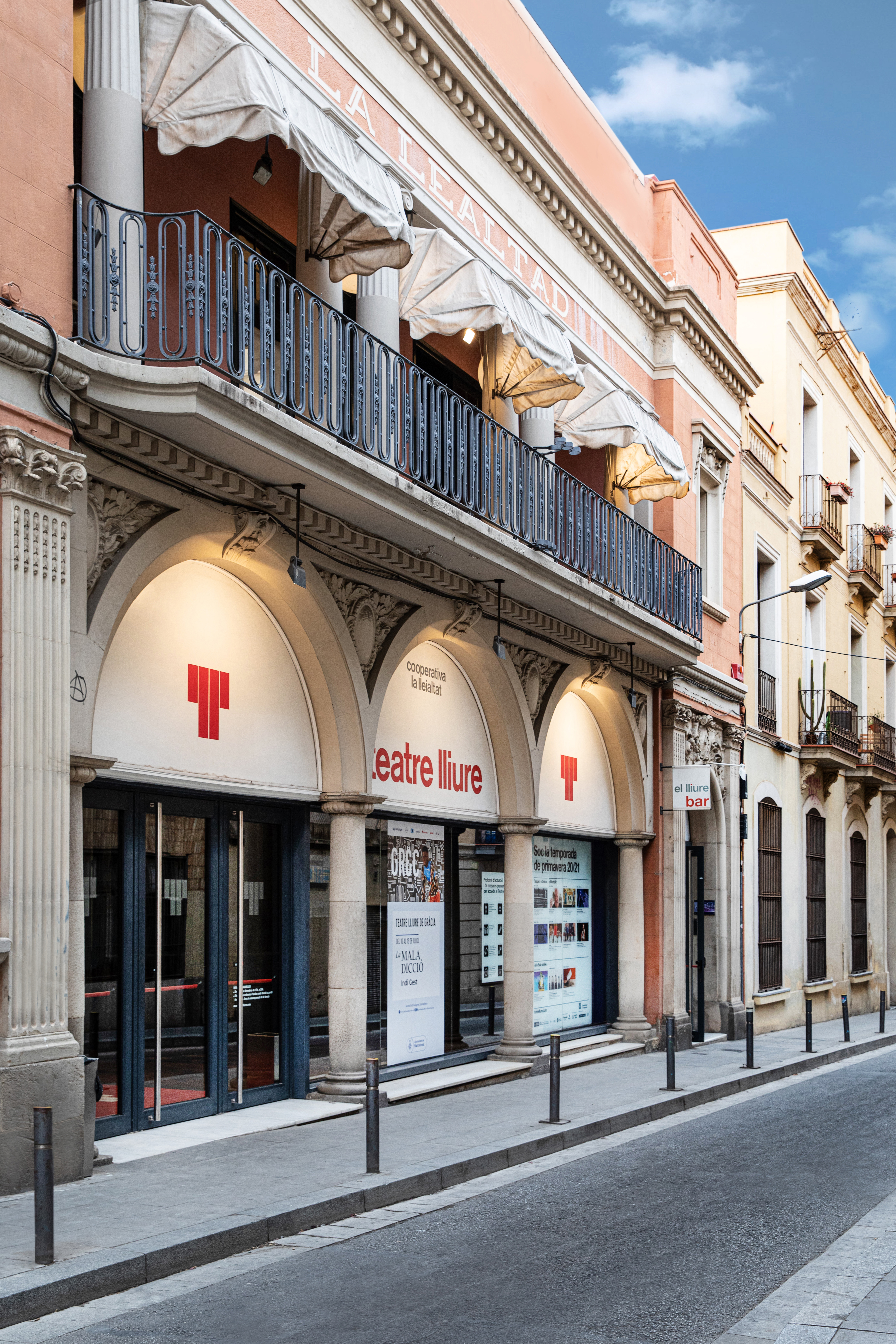
Teatre Lliure, a l'edifici de l'antiga Cooperativa Obrera La Lleialtat

El Teatre Lliure de Barcelona és un centre fundat cooperativament el 1976 per un col·lectiu d’artistes impulsat per Fabià Puigserver. Des de l'1 de febrer de 2024 està dirigit pel director d’escena Julio Manrique Vicuña i forma part de la xarxa europea de teatres públics mitos21.
Està constituït com a fundació privada, participada per l'Ajuntament de Barcelona, la Diputació de Barcelona, la Generalitat de Catalunya i el Ministeri de Cultura i Esport d'Espanya.
El teatre té dues seus: una a Montjuïc, que comprèn la Sala Fabià Puigserver de gran format (fins a 720 espectadors) i l’Espai Lliure de petit format (fins a 172 espectadors), i una altra a Gràcia, amb una sala de format mitjà (fins a 250 espectadors).
El programa artístic actual s’organitza en quatre eixos: escena, cultura, educació i món digital. En aquest sentit, l’Espai Lliure Arxivat 2023-03-07 a Wayback Machine. s'ha destinat a acollir el Programa educatiu i el programa de residències del teatre. Pel que fa al món digital, entre altres iniciatives s'ha creat l’Arxiu Lliure, una plataforma digital que recull el fons patrimonial artístic recollit pel teatre en els 46 anys d’història amb de 67.500 d’objectes i que ha estat possible amb la concurrència dels fons FEDER.

## Cronologia

### Inicis
El 2 de desembre de 1976, en un local del barri de Gràcia llogat a una cooperativa de consum (La Lleialtat), un grup d'actors, directors i tècnics va obrir les portes del Teatre Lliure. Des d'aleshores, la voluntat d'entendre el teatre com un servei públic partint del dret democràtic del ciutadà d'accedir indiscriminadament a la cultura, amb una actitud de compromís ètic i estètic lligada al present i una concepció del teatre com a “art”, és a dir, com una “artesania”, ha transitat els 36 anys d'història del Teatre Lliure.
Durant aquests anys, espectadors i actors de diverses generacions han crescut, han après a estimar el teatre compartint junts un mateix viatge. Un viatge al qual també es van acabar sumant les institucions, fent de la vocació del Lliure –convertir el teatre en un servei públic– una realitat: la de ser-ho. Gràcies a totes aquestes persones, el Lliure ha crescut i s'ha renovat.
Ha crescut obrint una nova seu, gran, ben equipada i moderna a la muntanya de Montjuïc, a l'antic Palau de l'Agricultura, envoltada de verd i de llum. Amb una sala del tot polivalent, amb gran capacitat i unes dotacions tècniques extraordinàries que la fan única i envejada arreu. I una altra de petita i pròxima on veus i vius el teatre de prop. Amb un bar restaurant on anar a fer copes i sopar a la terrassa, abans i després de la funció. I també s'ha renovat. Ha renovat l'antiga seu de Gràcia, mantenint les dimensions de proximitat i la calidesa que la fan especial i immillorable per a l'art de l'actor.
Per als imprescindibles companys de viatge que són els espectadors, s'ha dissenyat una sèrie d'abonaments que volen adaptar-se a les diverses necessitats i demandes.
El Lliure vol ser un teatre que es projecti cap al futur seguint la idea de reflectir la nostra imatge com a persones i com a ciutadans, rica, complexa, contradictòria, noble, apassionant, atractiva i, en definitiva, mai avorrida. Un teatre on el públic constitueixi cada dia una assemblea, on ser capaços de compartir sentiments d'una manera individual i col·lectiva i, sobretot, lliure.

### 1976/1986
El 2 de desembre de 1976, amb l'estrena de Camí de nit, 1854, amb text i direcció de Lluís Pasqual, començava públicament la seva trajectòria una nova sala i una nova companyia, establerta a l'espai reformat de la cooperativa de consum gracienca de La Lleialtat, amb una cooperativa teatral formada per una quinzena de persones procedents del teatre independent, amb llarga o curta història al darrere, i amb el lideratge indiscutit de Fabià Puigserver. El grup promotor estava format, a més, per Carlota Soldevila, Lluís Pasqual i Pere Planella.

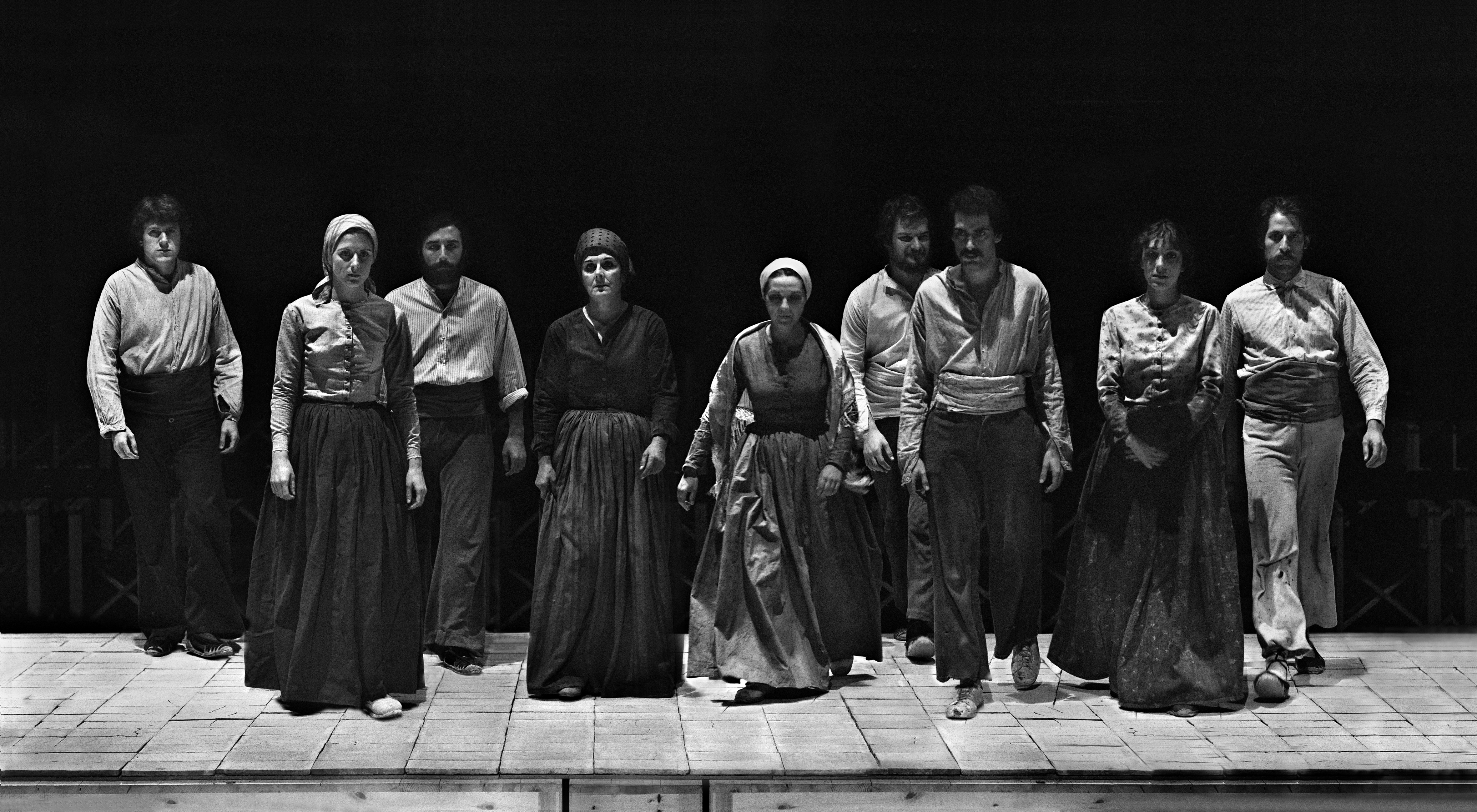
Camí de nit, 1854, direcció Lluís Pasqual (1976) © Ros Ribas

Es tractava de crear un teatre estable on la feina continuada i el treball seguit d'uns mateixos artistes durant tot el procés de creació escènica, des del disseny del programa fins a la disposició del públic a la sala, fos la seva responsabilitat total i exclusiva. El Lliure es proposava com un teatre català “com a fet normal” i per aquesta raó optava per la solidesa del gran repertori internacional clàssic i contemporani. Però alhora també proposava una manera nova d'entendre l'espai escènic, que permetia una proximitat del públic que marcaria un estil de fer teatre.
La incidència del "model Lliure" fou considerable en aquells anys de la transició política, marcats en el món de l'espectacle per un accelerat procés de professionalització, al costat de la lluita per la institucionalització d'experiències anteriors o la reclamació de nous projectes, perspectives i equipaments. Però, sobretot, allò que han destacat la crítica i els historiadors ha estat el salt qualitatiu que van representar des de ben aviat les produccions del Lliure pel que fa al teatre de base textual, en el rigor de les posades en escena i el conjunt del fet teatral. Tot plegat va convertir el col·lectiu, després de les primeres temporades, en un referent escènic de primer nivell.
Dels primers 10 anys de vida del Lliure es podria esmentar una llarga llista de muntatges que, de ben segur, el públic ha incorporat al seu imaginari. Però aquest públic encara no hi era el 1976, el Lliure va apostar per un espectador que encara s'havia d'inventar per aquelles dates, però que estava buscant una iniciativa escènica en la qual pogués identificar-se. Un espectador que sabés apreciar aquell revulsiu ètic i estètic, o més encara, que se’l fes seu. De fet, el Lliure havia nascut d'una col·lectivitat per donar-li servei, amb un lema explícit “un teatre d'art per a tothom”; en darrer terme, si no va desaparèixer com tants altres projectes sorgits durant aquells anys és perquè aquesta sintonia es va produir des del primer moment.
Més enllà del teatre, el Lliure es proposava de donar acollida a la resta de les arts escèniques: en les dues primeres temporades s'hi produí un espectacle de dansa amb Cesc Gelabert –que establí una relació permanent amb el teatre com a companyia associada–, un recital de cançó de Maria del Mar Bonet, la col·laboració d'un grup musical d'avantguarda –el Grup Instrumental Català– i un espectacle de teatre musical (Ascenció i caiguda de la ciutat de Mahagonny).
És aquest mateix esperit el que va menar a la creació de l'Orquestra de Cambra Teatre Lliure el 1985, amb un conjunt de solistes encapçalats per Josep Pons, dedicada a la música contemporània, que avui pot presentar un balanç més que considerable de programació, discografia i reconeixements, i que dona acollida tant a la música més rupturista com a la reelaboració de formes populars, a la vegada que explora els diversos gèneres de la música escènica.

### 1987/1994

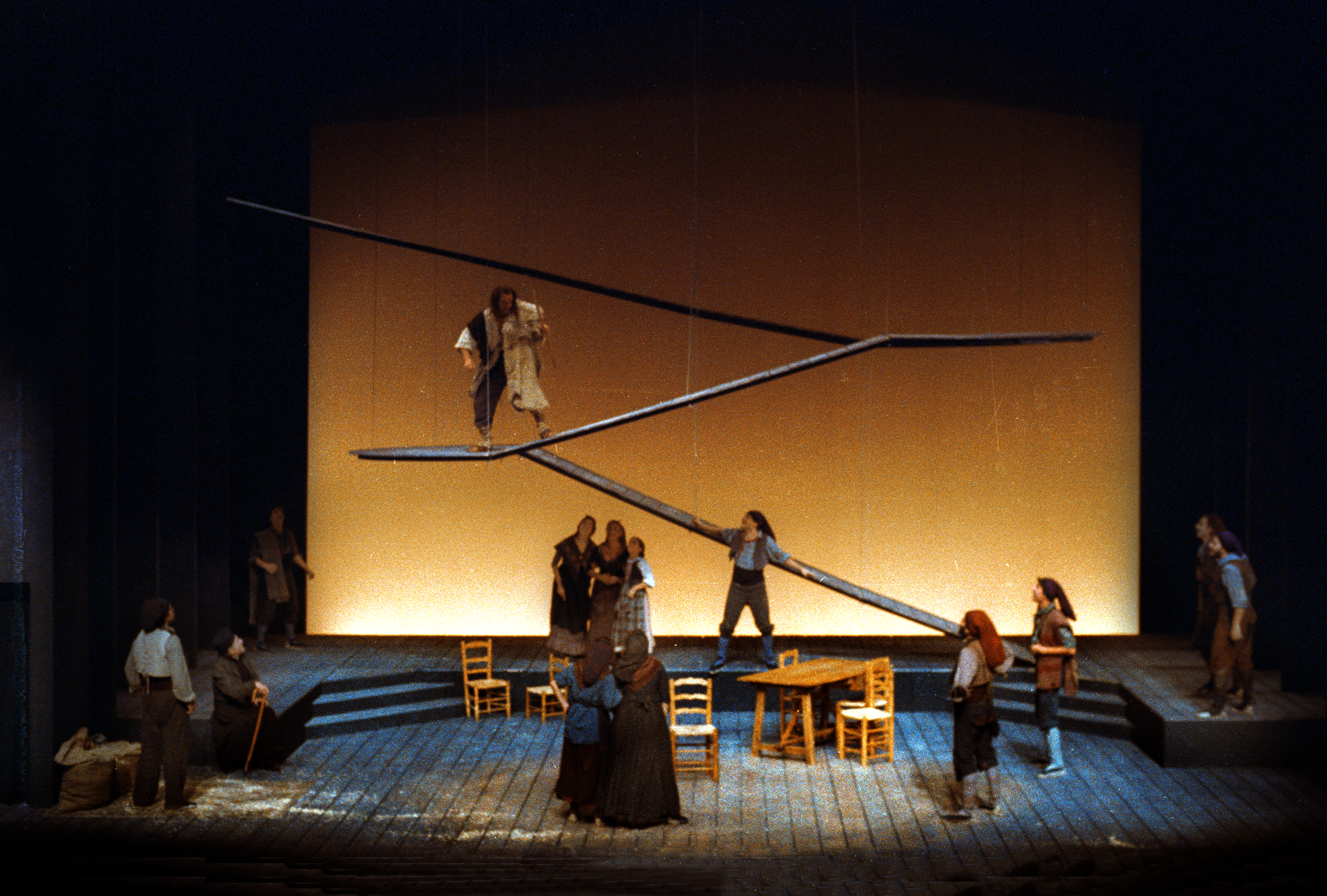
Terra Baixa d’Àngel Guimerà, direcció Fabià Puigserver (1990) © Ros Ribas

La celebració dels 10 primers anys de vida del Teatre Lliure va conduir a un seguit de reflexions al voltant de la forma jurídica i organitzativa que havia de tenir la institució per continuar creixent, i també al voltant de la necessitat d'un nou espai, un cop comprovat que el teatre de Gràcia quedava petit pel que fa als aforaments i limitat pel que fa a la seva tecnologia escènica.
Es va decidir, doncs, de passar de la fórmula cooperativa a la fundació privada. Aquesta nova entitat jurídica havia de convertir-se en
una eina molt més adient a l'establiment d'un seguit de convenis estables amb les administracions locals, autonòmiques i estatals que asseguressin el sosteniment regular del teatre i la seva activitat. Nova entitat jurídica i nova seu per al Teatre Lliure van ser dues empreses que es van iniciar en paral·lel per un equip gestor liderat per Fabià Puigserver, i format per Josep Montanyès, Carlota Soldevila, Lluís Pasqual, l'arquitecte Manuel Núñez, l'advocat Josep Maria Socias Humbert i Guillem-Jordi Graells.
El mes de febrer de 1988 ja es disposava del nou instrument legal: la Fundació Teatre Lliure-Teatre Públic de Barcelona, presidida per Antoni Dalmau, i un projecte arquitectònic per la nova seu del teatre, basat en la remodelació de l'antiga plaça de toros de les Arenes; una memòria, que detallava les característiques del projecte per al nou espai, manifest artístic i una prefiguració prou detallada del funcionament previst.
El contingut del projecte es fonamentava en uns elements que eren alhora ampliació de les tasques que s'havien anat fent des del 1976 i noves activitats que les característiques de la nova seu havia de permetre: produccions pròpies, coproduccions, dramatúrgia nacional catalana, teatre jove, ampliació de les produccions de música i dansa, activitats pedagògiques, activitats paral·leles, documentació, publicacions, distribució i atenció al públic i als professionals.
Començà llavors una roda d'entrevistes amb les diferents administracions per tal d'invitar-les a formar part del patronat de la nova fundació i fer conèixer el projecte de la nova seu. Les entrevistes fructificaren el 1989 amb la incorporació de la Generalitat de Catalunya, l'Ajuntament de Barcelona, l'Ajuntament de Girona i la Diputació de Barcelona al patronat de la Fundació. Aquell any també es va decidir que la Fundació assumís la gestió de tota l'activitat del Teatre Lliure. El prestigi internacional de l'entitat es consolidà amb la participació en la fundació de la Unió de Teatres d'Europa.
El primer projecte, basat en la remodelació de les Arenes fou desestimat en projectar-se en aquell espai l'ampliació de la Fira de Barcelona. Davant d'aquestes circumstàncies l'Ajuntament de Barcelona va oferir el Palau d'Agricultura com a futura seu del teatre. El 24 d'octubre de 1990 l'Ajuntament va fer el lliurament de les claus de l'edifici en un acte públic que va comptar amb la presència de gairebé tots els membres del patronat i moltes altres persones vinculades al teatre.
L'abril del 1991 es va presentar l'avantprojecte arquitectònic amb una maqueta d'enormes proporcions, que transformava l'antic Palau de l'Agricultura en teatre. Aquest va ser el darrer acte públic al qual va poder assistir Fabià Puigserver, que va morir el 31 de juliol de 1991. La seva desaparició va trasbalsar tota la família del Lliure i, més enllà encara, tot el món teatral català, del qual era una de les figures més destacades. En aquestes circumstàncies la realització del seu 
somni, una nova seu per al Teatre Lliure, va esdevenir no només una fita en el creixement de la institució, sinó el millor dels homenatges que es podien fer a qui va dedicar-hi tantes energies i il·lusions.
En aquest sentit la definitiva incorporació del Ministeri de Cultura al patronat de la Fundació Teatre Lliure-Teatre Públic de Barcelona, i el seu compromís de fer viable el projecte de nova seu, van significar una empenta molt important per al nou projecte. Desaparegut Fabià Puigserver, Lluís Pasqual es convertí per espai d'una temporada en el director artístic del teatre, amb Guillem-Jordi Graells i Josep Montanyès d'adjunts a la direcció. L'any 1992 fou nomenat director del teatre Lluís Homar, per un període de tres anys.

### 1995/2001

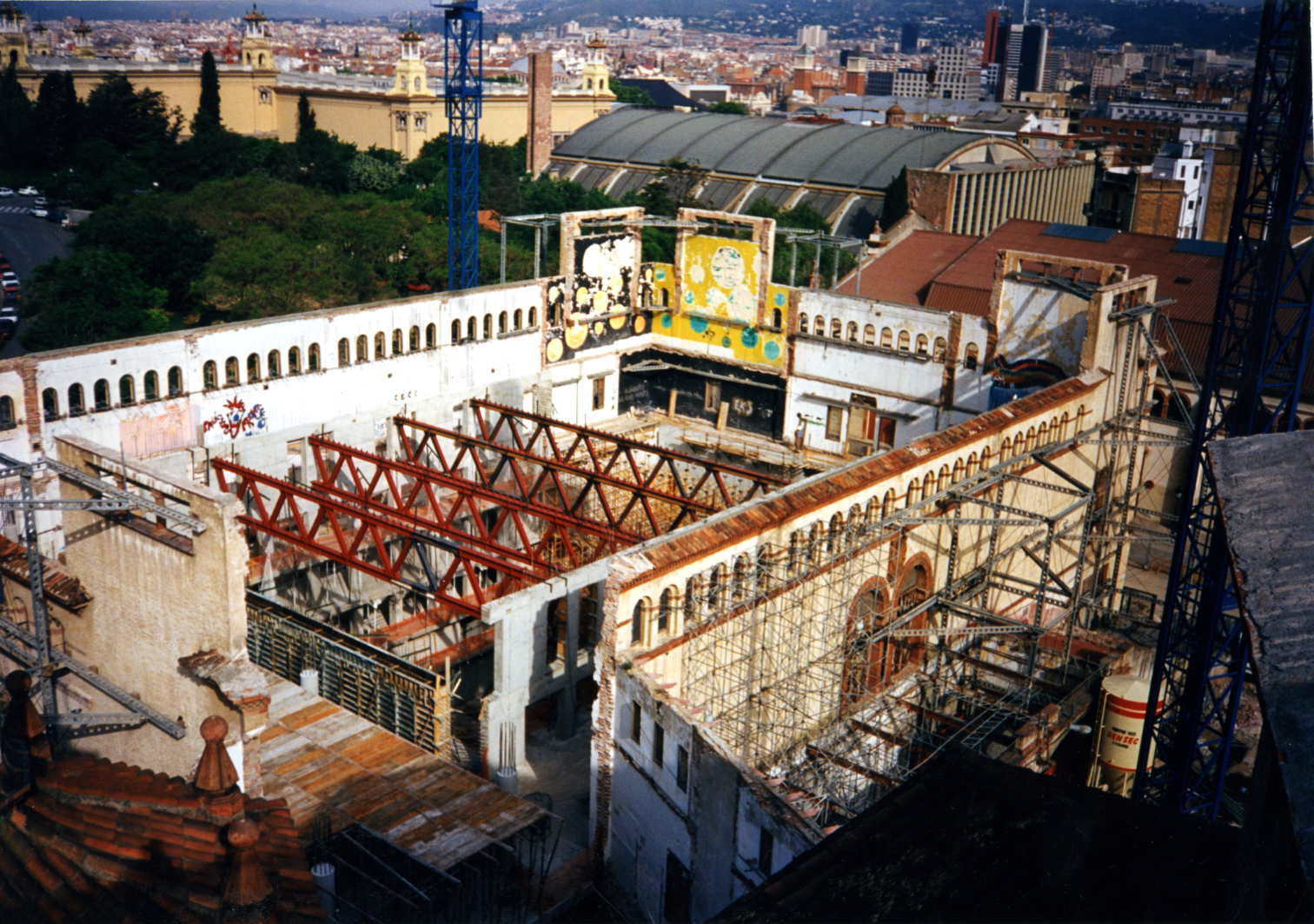
Vista aèria del Palau de l'Agricultura durant les obres (1998) © TAVISA

El 23 de gener de 1995 se signà el conveni de rehabilitació en el mateix Palau de l'Agricultura per part del Ministeri d'Obres Públiques,Transports i Medi Ambient; el Ministeri de Cultura; el Departament de Cultura de la Generalitat de Catalunya; la Diputació de Barcelona; l'Ajuntament de Barcelona i la Fundació Teatre Lliure-Teatre Públic de Barcelona. El dia 1 de desembre del mateix any, en celebració 
del dinovè aniversari, es posava la primera pedra, en un acte públic que aplegava el món teatral català i les administracions implicades en el projecte.
El Teatre Lliure reafirmava un cop més la seva singularitat en el panorama de les institucions culturals catalanes, en ser un dels rars exemples on són representades el conjunt de les administracions públiques, per bé que en una entitat gestionada per una fundació privada. Durant l'any 1995 també es van escaure dos fets que cal esmentar: l'exposició Fabià Puigserver Scénographe¸ al Centre Georges Pompidou de París i la celebració del desè aniversari de l'Orquestra de Cambra Teatre Lliure. També s'aprovà la renovació de l'encàrrec de direcció, per un període de tres anys més, a Lluís Homar (1995-1998).
El 1997 Lluís Pasqual va ser nomenat Comissionat per al Projecte de la Ciutat del Teatre, una idea impulsada per l'Ajuntament de Barcelona per tal de donar un sentit global al conjunt d'equipaments teatrals de la muntanya de Montjuïc.
Les obres del Palau de l'Agricultura previstes i pressupostades per a tres anys s'iniciaren el 1996 i es van allargar gairebé sis. L'execució va esdevenir llarga i complicada per diversos motius: d'entrada es tractava d'un projecte sense, pràcticament, antecedents, d'una gran complexitat tècnica, d'altra banda les administracions conveniades no sempre van complir amb les seves aportacions segons el calendari pactat, i a tot això cal afegir la crisi d'una de les empreses constructores adjudicatàries. Malgrat tot, l'entusiasme i l'empenta de l'equip de gestió del projecte, encapçalat per Josep Montanyès, va aconseguir de portar la nau a bon port.
Pel que fa a la direcció del Teatre Lliure, en acabar el segon mandat d'en Lluís Homar, Guillem-Jordi Graells i Lluís Pasqual compartiren la direcció fins a l'any 2000. Posteriorment Josep Montanyès va assumir la direcció amb l'encàrrec d'inaugurar els nous equipaments. La primavera de l'any 2001 s'arribà a un acord sobre el contracte-programa per als cinc anys següents entre les administracions i la Fundació Teatre Lliure-Teatre Públic de Barcelona que recollia les línies generals de programació i d'activitat i, alhora, establia les aportacions anuals de l'Ajuntament de Barcelona, la Diputació de Barcelona, el Departament de Cultura de la Generalitat i el Ministeri de Cultura.

### 2001/2002

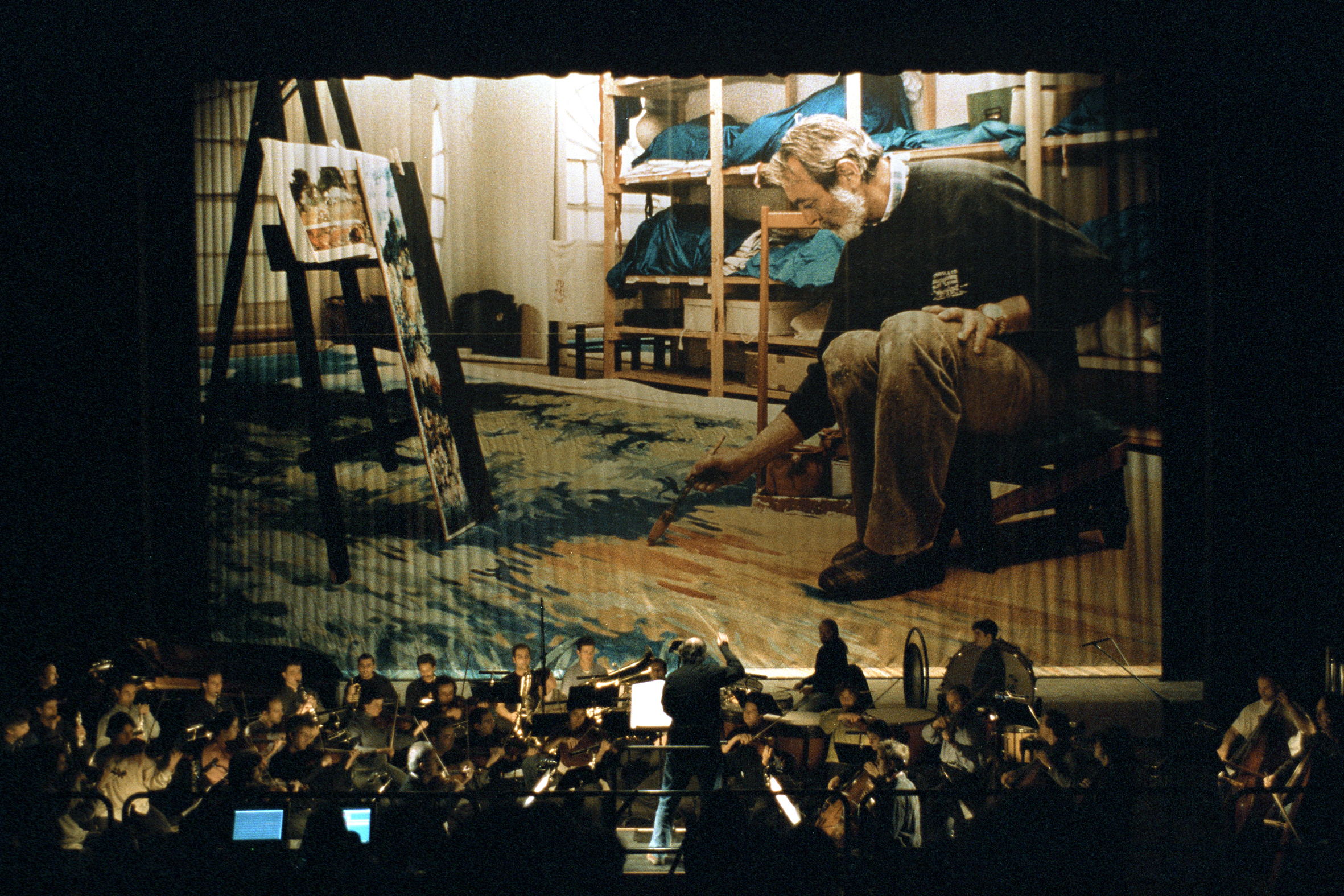
Concert inaugural, Orquestra de Cambra Teatre Lliure, direcció Josep Pons (2001) © Ros Ribas

La remodelació del Palau de l'Agricultura comportava la creació de dues noves sales: el Teatre Fabià Puigserver amb una capacitat de gairebé 800 espectadors i l'Espai Lliure amb una capacitat d'uns 200 espectadors.
El Teatre Fabià Puigserver va ser inaugurat el 22 de novembre de 2001, amb l'estrena de l'òpera L'adéu de Lucrècia Borja. Abans de començar la funció l'Orquestra de Cambra Teatre Lliure va interpretar una fanfàrria, escrita per Carles Santos, i es va despenjar una enorme imatge de Fabià Puigserver que va cobrir tota la boca de l'escenari. Era el sentit homenatge de la família del Lliure envers l'home que havia somiat aquell nou espai.
L'Espai Lliure, la sala petita, va ser inaugurada l'1 de febrer de l'any 2002 amb 12 ballen Serrat, un espectacle de dansa a partir de cançons de Joan Manel Serrat. D'aquesta manera es posaven en marxa totes les prestacions d'uns equipaments escènics amb tecnologia d'avantguarda, però bàsicament respectuoses amb la tradició artesanal del teatre.
Durant la temporada 2001/2002 es van representar a prop de 40 produccions en els tres espais que configuren l'actual Teatre Lliure, als quals hi van assistir més de 70.000 espectadors. Dos mesos després d'inaugurar-se la temporada següent, 2002/2003, Josep Montanyès, que l'havia fet possible, desapareixia de forma fulminant el 10 de novembre de 2002, tancant una etapa de la història del Teatre Lliure.

### 2003/2011

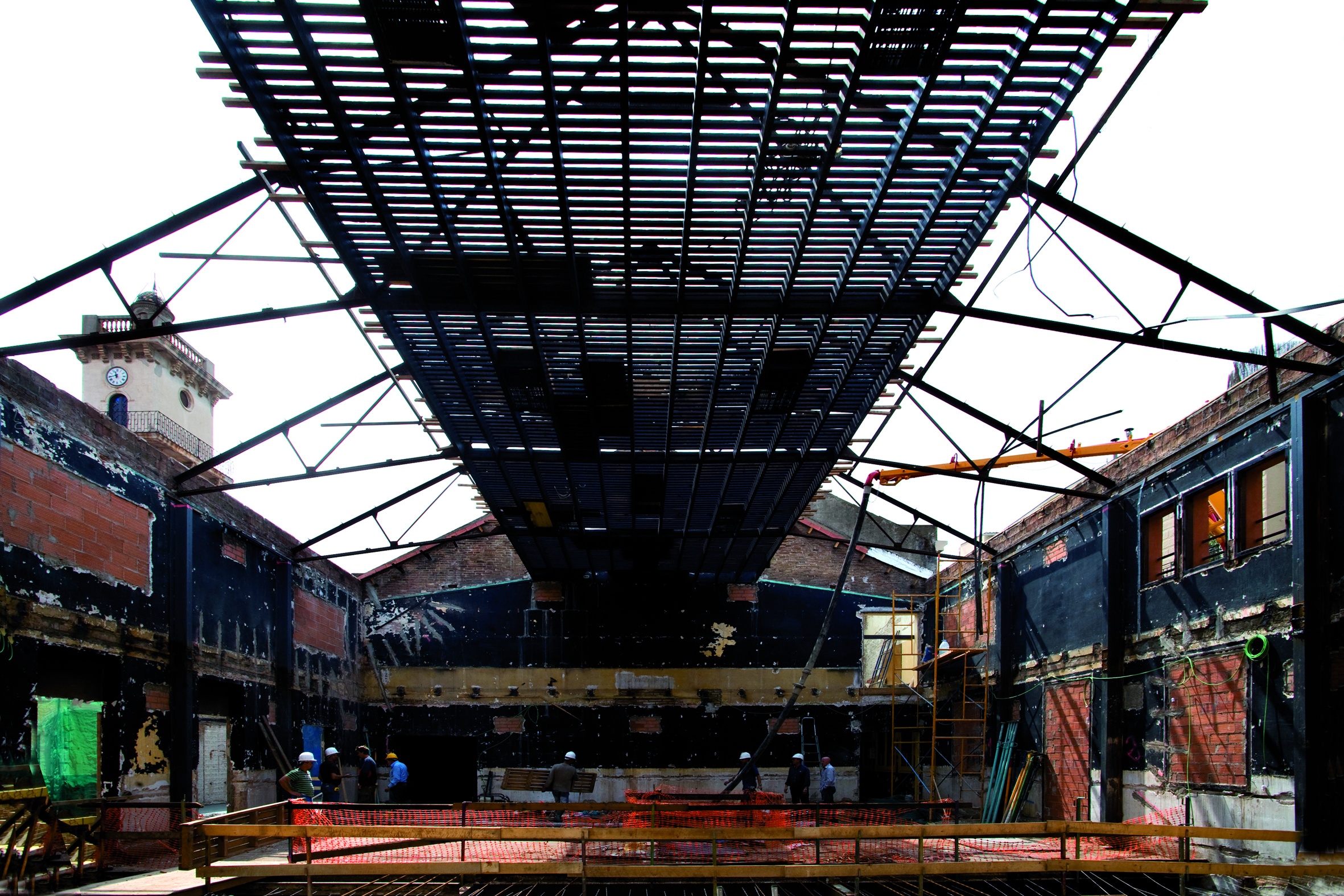
Remodelació del Teatre Lliure de Gràcia (2008) © Ros Ribas

El 18 de març de 2003 la Fundació nomenava Àlex Rigola (Barcelona, 1969), nou director del teatre. Rigola, que havia format part de l'equip assessor de Josep Montanyès, era aleshores un director escènic de la nova generació de creador del teatre català, que s'ha consolidat al llarg d'aquesta dècada. Assistit per un equip de direcció artística del qual van formar part –durant tot el seu mandat o en diversos períodes- Carlota Subirós, Salvador Sunyer, Joan Ollé, Guillem-Jordi Graells, Narcís Puig, Xavier Albertí i Víctor Molina, va mantenir una aposta per la creació contemporània més arriscada en totes les arts escèniques, de la qual és signe la incorporació o presència de joves directors i creadors de tota mena –Roger Bernat, Jordi Prat i Coll, Dani Salgado, Carol López, Rodrigo García, Pau Miró, Sergi Fäustino, Nao Albet i Marcel Borràs, Julio Manrique, Jordi Oriol, Jordi Casanovas, Albert Serra i Juanola-, els encàrrecs de nous textos i la residència dramatúrgica de Lluïsa Cunillé, la creació del cicle Radicals de nous llenguatges i propostes escèniques, la programació internacional –amb noms com Thomas Ostermeier, Jan Lauwers, Javier Daulte, Robert Wilson, Peter Sellars, The Wooster Group, Robert Lepage, Jan Fabre, Eric Lacascade, Kristian Lupa, Christoph Marthaler, Anatoli Vassiliev, Romeo Castellucci, Sasha Waltz, Stefan Kaegi, Daniel Veronese, Frank Castorf, Declan Donnellan, Toneelhuis, Claudio Tolcachir, Berliner Ensemble, Heiner Goebbels -i els espectacles de creació pròpia i les coproduccions, que van mantenir la presència del Lliure en grans escenes i esdeveniments de tot el món. Una programació que, d'altra banda, va continuar comptant amb la presència regular de dues companyies residents històriques del Lliure: Gelabert Azzopardi i Carles Santos.
En l'aspecte institucional cal destacar l'aprovació dels successius contractes-programa que han anat consolidant el gran repte pendent del finançament de les activitats amb les aportacions de les diverses administracions i, de manera molt especial, el projecte de rehabilitació del Lliure de Gràcia –en l'edifici que la Cooperativa La Lleialtat cedí generosament a la Fundació-, que va haver de ser tancat, per raons de seguretat, a l'inici del període, i que reobria les portes amb una profunda remodelació i adequació tècnica el setembre de 2010.
La temporada 2010/2011 es va tancar el mandat d'Àlex Rigola al capdavant del teatre, després de vuit anys de gestió, assolint les millors xifres d'assistència de la història del Lliure fins a aquell moment, tant pel que fa a l'ocupació com al nombre d'espectadors.

### 2011/2018

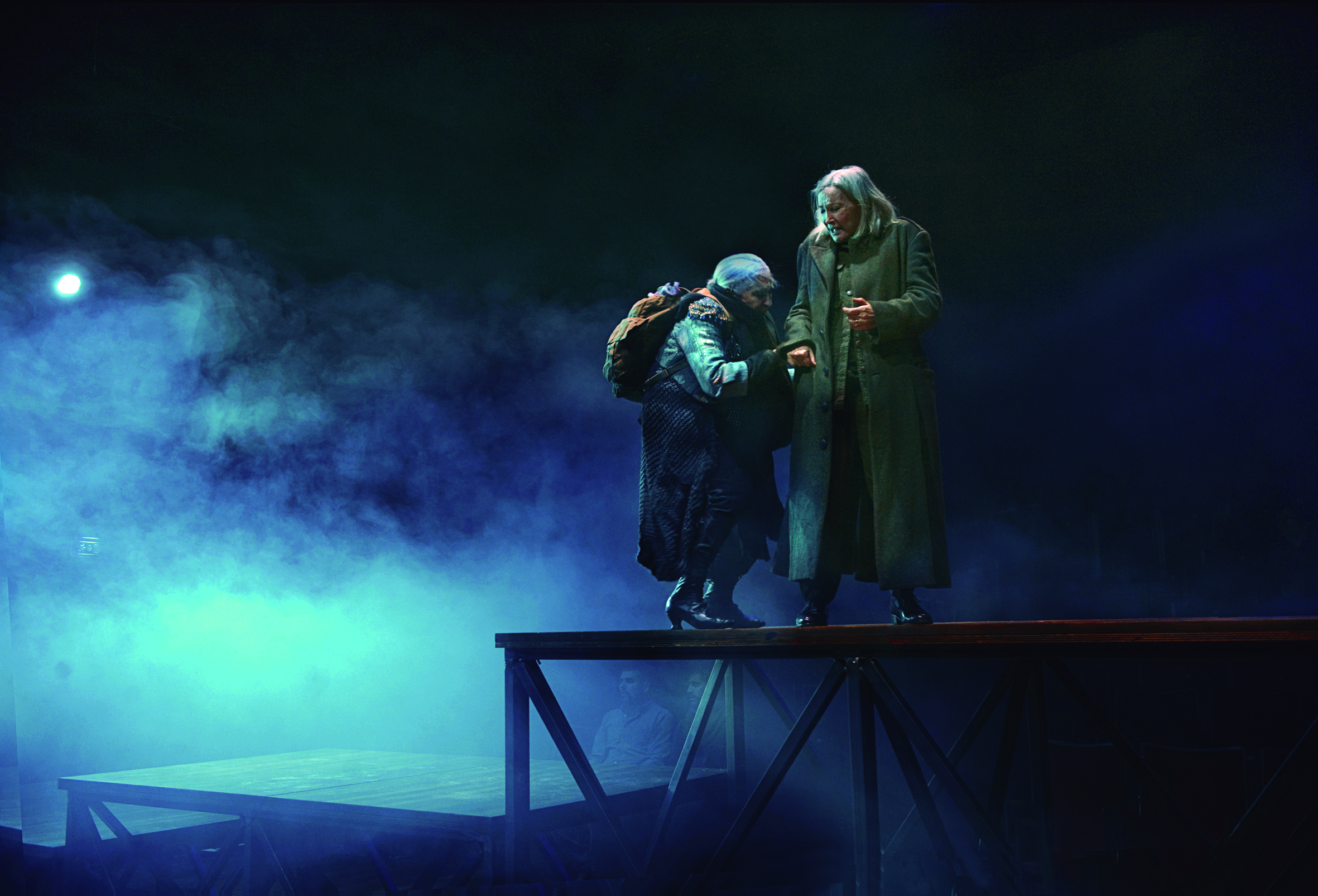
El rei Lear, de William Shakespeare, direcció Lluís Pasqual (2015) © Ros Ribas

La temporada 2011/2012 assumí la direcció del teatre Lluís Pasqual, un dels fundadors del Lliure. La seva línia de programació aposta per un teatre més pròxim als espectadors de totes les edats. S'obria el cicle El Lliure dels nens, i s'inicià així un procés de fidelització de públic escolar i familiar amb la voluntat d'atendre els espectadors ja des de la primera edat. Es fa incidència en acostar els grans actors al públic, amb cicles de lectures dramatitzades i amb espectacles de companyies i artistes consagrats. També es dona veu a nous col·lectius de creació joves, posant l'èmfasi en la transmissió de l'ofici i la vinculació amb la realitat més immediata.
Durant la temporada 2011/2012 es van presentar uns 30 espectacles en els tres espais que configuren el Teatre Lliure, amb una assistència de més de 70.000 espectadors. Unes dades similars a les aconseguides durant la temporada, 2012/2013.
La seva direcció va finalitzar al setembre de l'any 2018.

### 2019/2021

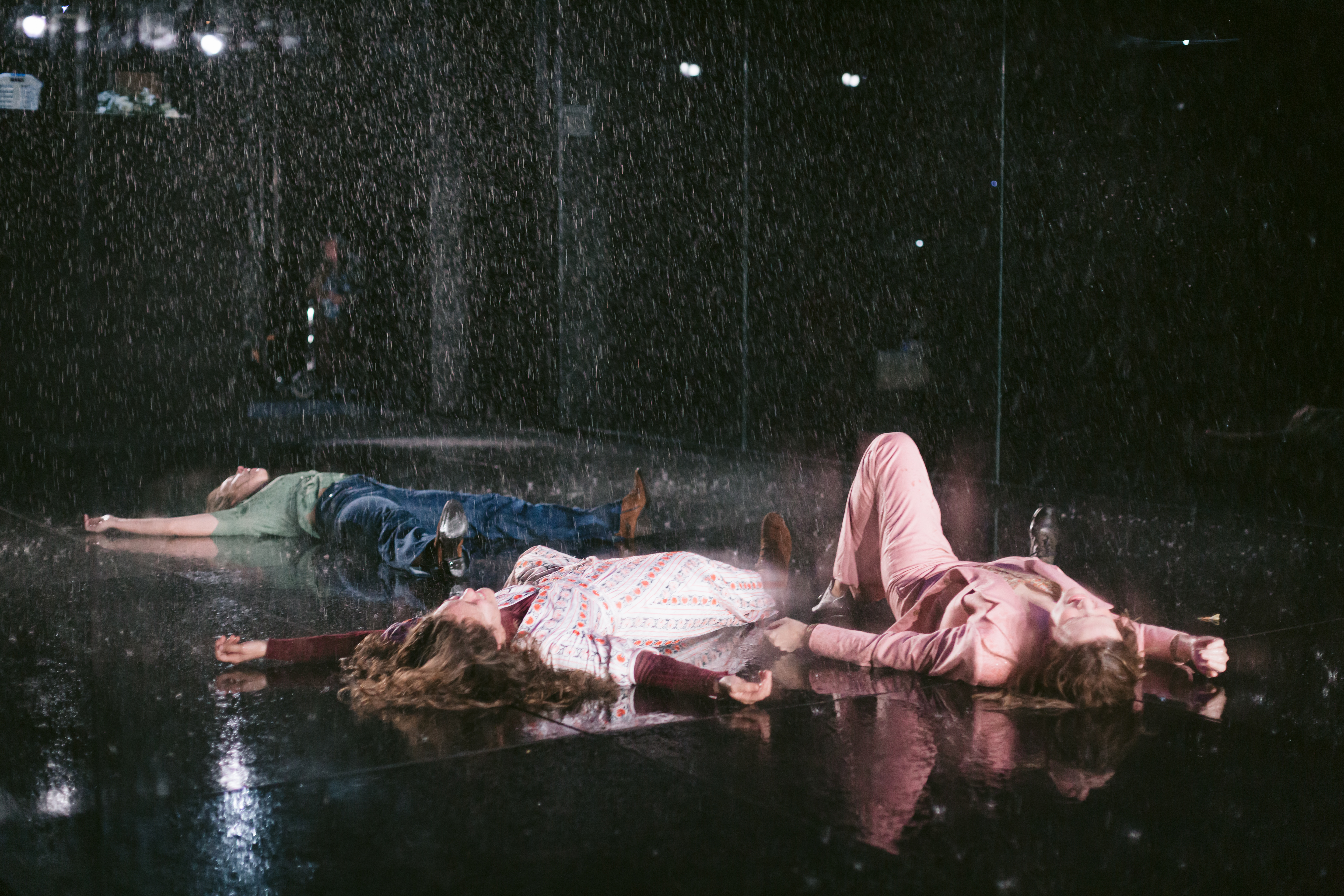
Les tres germanes, d’Anton Txékhov, direcció Julio Manrique (2021) © Sílvia Poch

Després de la dimissió de Lluís Pasqual, és elegit per primer cop en concurs públic i obert Juan Carlos Martel Bayod. A la direcció del teatre des de l’1 de febrer del 2019, el Teatre Lliure posa l’accent en quatre àmbits d’actuació: l’escena, la cultura, l’educació i la societat mitjançant una programació teatral atenta a la creativitat escènica híbrida, l’aparició d’espais de debat de temàtiques i especialistes d’àmbits no teatrals, la creació d’un programa educatiu específic per portar les arts escèniques a les escoles i instituts, i la creació de sinergies amb entitats culturals o del tercer sector tant als escenaris com fora.
D’aquí neixen contextos com Katharsis, l’Escola de pensament, El Lliure del Futur, els Ajuts a la creació Carlota Soldevila i, arran de la pandèmia de la COVID-19, la Sala online del Teatre Lliure, amb les programacions del Lliure al sofà, Teatre radiofònic i Clàssics per a criatures.
D’entre els espectacles, destaquen les 2 versions de Les tres germanes d'Anton Txékhov dirigides l’una per Susanne Kennedy i l’altra per Julio Manrique, El quadern daurat de Doris Lessing adaptat i dirigit per Carlota Subirós, Bonus Track de Carol López o la nostra parcel·la, de Lara Díaz Quintanilla.

### 2021/2023
La tornada a la normalitat, després de les restriccions imposades per la COVID-19, es plasma també en un reforç dels lligams del Teatre Lliure amb altres projectes culturals de ciutat, com ara Viu Montjuïc!, la Biennal de Pensament, Terrats en cultura o Dansa Metropolitana. Un objectiu que també es tradueix en les col·laboracions amb diversos centres universitaris (UB, UPC, UOC), l’Institut del Teatre (el projecte ITTeatre) i l’organització de workshops internacionals.
El programa educatiu –reconegut amb el Segell de Qualitat Educativa del Consell d’Innovació Pedagògica de l’Ajuntament de Barcelona– també creix amb el projecte artístic-educatiu de La caixa del Lliure. L’Espai Lliure es redefineix com un laboratori dedicat a les propostes situades als marges de les arts escèniques. Un lloc per mostrar els processos de les residències artístiques o d'intercanvi, impartir seminaris, presentar conferències performatives, convidar a la participació ciutadana (La taula) o situar la renovada Escola de pensament.
Entre els muntatges, convé destacar entre altres Yerma, dirigit per Juan Carlos Martel Bayod, Ciutat dormitori de Pau Masaló Llorà i Irena Visa (projecte guanyador d’uns dels Ajuts a la Creació Carlota Soldevila), The Mountain de l’Agrupación Señor Serrano, l’adaptació de Crim i càstig dirigida per Pau Carrió, La mala dicció de Jordi Oriol, Frank de Clara Manyós i Xesca Salvà, Fàtima de Jordi Prat i Coll, Canto mineral de AzkonaToloza, Hedda Gabler dirigida per Àlex Rigola, les dues visites de la companyia gallega Chévere (N.E.V.E.R.M.O.R.E. i Curva España), Il cielo non è un fondale de Daria Deflorian i Antonio Tagliarini, Catarina e a beleza de matar fascistas de Tiago Rodrigues, Imitation of Life dirigit per Kornél Mundruczó, o Sun & Sea de Vaiva Grainyté, Rugilė Barzdžiukaitė i Lina Lapelytė.

## Equip fundador
- Directors: Fabià Puigserver, Lluís Pasqual i Pere Planella
- Actors: Muntsa Alcañiz, Imma Colomer, Joan Ferrer, Lluís Homar, Quim Lecina, Anna Lizaran, Josep Minguell, Domènec Reixach i Felipe, Fermí Reixach, Antoni Sevilla i Carlota Soldevila
- Tècnics: Xavi Clot, Cesc Espluga, Ros Ribas i Joan Ponce

## Directors
Ha estat dirigit en diferents etapes per Fabià Puigserver, Lluís Pasqual, Guillem-Jordi Graells i Andreu, Lluís Homar, Josep Montanyès, Àlex Rigola iJuan Carlos Martel Bayod. A partir de l'1 de febrer del 2024, n'és director Julio Manrique.

## Pla de sostenibilitat i accessibilitat
El Patronat de la Fundació Teatre Lliure va acordar la primavera de 2020 impulsar un Pla de sostenibilitat ambiental del Teatre Lliure, amb l’objectiu de ser un exemple de com les arts i la cultura poden tenir un paper rellevant en la lluita contra el canvi climàtic i la degradació del medi ambient. El Teatre Lliure aposta també per fer accessible a tots els públics totes les activitats. El Pla d’accessiblitat del teatre s’executa en els àmbits físic, sensorial i social.

## Premis i guardons
- Premi Jounot de Teatre 1977
- Premi Populares a la millor labor teatral 1979
- Premis de la Crítica d'Antena 3 1982
- Premi d’Honor Lluís Carulla 1985
- Creu de Sant Jordi 1985
- Premi del Grup Escènic del Patronat de Vilassar de Mar a la tasca teatraL 1987
- Premi Rueda Rotaria 1989
- Premi d'edició als programes artístics de les produccions 1990
- Premi de la Crítica a l'edició - Programes de mà i artístics 1990
- Premi Altaveu - Orquestra de Cambra del Teatre Lliure 1993
- Premi especial de la Crítica - Associació d'Espectadors del Teatre Lliure 1995